# The Thing I Like
The Thing I Like – finałowy singel promujący debiutancki album amerykańskiej piosenkarki Aaliyah pt. Age Ain’t Nothing but a Number. Jest to kompozycja autorstwa R. Kelly’ego.
Utwór został użyty na ścieżce dźwiękowej do komediowego filmu Szalony detektyw (A Low Down Dirty Shame, 1994).

## Zawartość singla
Kaseta magnetofonowa
1. „The Thing I Like (Album Version)”
2. „The Thing I Like (Paul Gotel Radio Mix)”

Płyta CD
1. „The Thing I Like (Album Version)”
2. „The Thing I Like (Paul Gotel’s Radio Mix)”
3. „The Thing I Like (Paul Gotel’s Classic Anthem Mix)”
4. „The Thing I Like (PG Tip Satellite Mix)”
5. „The Thing I Like (Paul Gotel’s Deep & Dubby Mix)”